# 992년

## 연호
- 북송(北宋) 순화(淳化) 3년
- 요(遼) 통화(統和) 10년
- 일본(日本) 쇼랴쿠(正暦) 3년
- 전 레 왕조(前黎朝) 흥통(興統) 4년

## 기년
- 북송(北宋) 태종(太宗) 17년
- 요(遼) 성종(聖宗) 11년
- 고려(高麗) 성종(成宗) 11년
- 전 레 왕조(前黎朝) 대행제(大行帝) 13년

## 탄생
- 8월 1일(음력 7월 1일) - 고려 제8대 국왕 현종.

## 사망
```
* 
고려
의 
왕비
 
헌정왕후
(獻貞王后)
```